# ويليام تيري بادهام
ويليام تيري بادهام (بالإنجليزية: William T. Badham)‏ هو طيار أمريكي، ولد في 27 سبتمبر 1895 في برمنغهام في الولايات المتحدة، وتوفي في 6 يونيو 1991 في منتون في الولايات المتحدة.